# TT4
| q · n · D40 |

| q · n · D40 |

La tomba di Qen (identificata con la sigla TT4, Theban Tomb 4) è una delle Tombe dei Nobili ubicate nell'area della cosiddetta Necropoli Tebana, sulla sponda occidentale del Nilo dinanzi alla città di Luxor, in Egitto. Destinata a sepolture di nobili e funzionari connessi alle case regnanti, specie del Nuovo Regno, l'area venne sfruttata, come necropoli, fin dall'Antico Regno e, successivamente, sino al periodo Saitico (con la XXVI dinastia) e Tolemaico.

## Titolare
TT4 Era la tomba di:
| Titolare | Titolo                                                   | Necropoli      | Dinastia/Periodo         | Note |
| -------- | -------------------------------------------------------- | -------------- | ------------------------ | --- |
| Qen      | Scultore di Amon nel Luogo della Verità(artigiano reale) | Deir el-Medina | XIX dinastia (Ramses II) | fila superiore delle tombe, nei pressi di TT213; leggermente a sud, e in basso, rispetto alla casa di Schiaparelli |

### Biografia
Qen, menzionato anche nelle tombe TT106, di Paser, e TT7, di Ramose, risulta titolare anche della tomba TT337 usurpata, tuttavia, durante la XXI o XX dinastia. Tjanufer (o anche Thonufer) fu suo padre, scultore e cesellatore di Amon in Khenu, Maatnofret (o anche Metnefert) sua madre. Ebbe due mogli, Nefertere e Henutmehyt; suoi figli maschi furono Merymery, Tjau-en-Anuy, Kewer e Penduau, figlia femmina Taqari.

## Descrizione
Di forma irregolare, forse in previsione di un ampliamento, la tomba presenta nel corridoio d'accesso (1 in planimetria) una nicchia con le statue del defunto e della moglie Nefertere. Una sala rettangolare costituisce la cappella in cui (2) il defunto e la moglie Henutmehyt assisi con un figlio inginocchiato; poco oltre (3), su quattro registri sovrapposti, la processione funeraria con la mummia portata verso la tomba nonché scene del pellegrinaggio ad Abido del defunto e della famiglia su una barca condotta dai figli Merymery e Tjau-en-Anuy; in un altro registro della stessa parete, i figli Huy e Kewer porgono offerte a otto coppie di individui il cui nome si è preservato solo per quattro di esse: Qen e Nefertari; i genitori di lui, Tjanufer e Maatnofret; i genitori di lei, Qen e Wadjyt-ronpet; il fratello Huy e sua moglie Iuy. Segue (4) il figlio Merymery, che officia in presenza del padre e della madre Nefertere accanto ai quali si trova la figlia Taqari e (5), su due registri, il defunto e le mogli dinanzi a Ptah e Maat e un uomo in offertorio al defunto e alle due mogli; poco oltre (6), il faraone Ramses II con i visir Paser (TT106) e Ramose (TT7) in offertorio a Maat e Ra-Horakhti. Una nicchia sul fondo della sala (8) ospita la dea Hathor che protegga il re Amenhotep I; sulle pareti della nicchia il defunto e una moglie dinanzi a Ra-Horakhti e Osiride, e rilievi, ai lati della statua, rappresentanti la regina madre Ahmose Nefertari e la principessa Merytamon. Oltre la nicchia (7) il defunto, assistito da tre divinità femminili, in ginocchio dinanzi a Osiride, Thot e Iside. In altro registro, il defunto, sua moglie Henutmehyt e un figlio, dinanzi ad Anubi, Hathor, Amenhotep I e Ahmose Nefertari.
Il soffitto del locale, a volta, presenta due scene: il defunto e una moglie in adorazione di Ra e di due divinità minori del giorno e della notte..
Una stele, con un figlio che purifica il defunto e opera la Cerimonia di apertura della bocca, forse proveniente dalla TT4 si trova al Museo nazionale danese di Copenaghen (cat. B3 AA.d.11).

Foto del 1905-1914. Archivio fotografico Museo Egizio, Torino
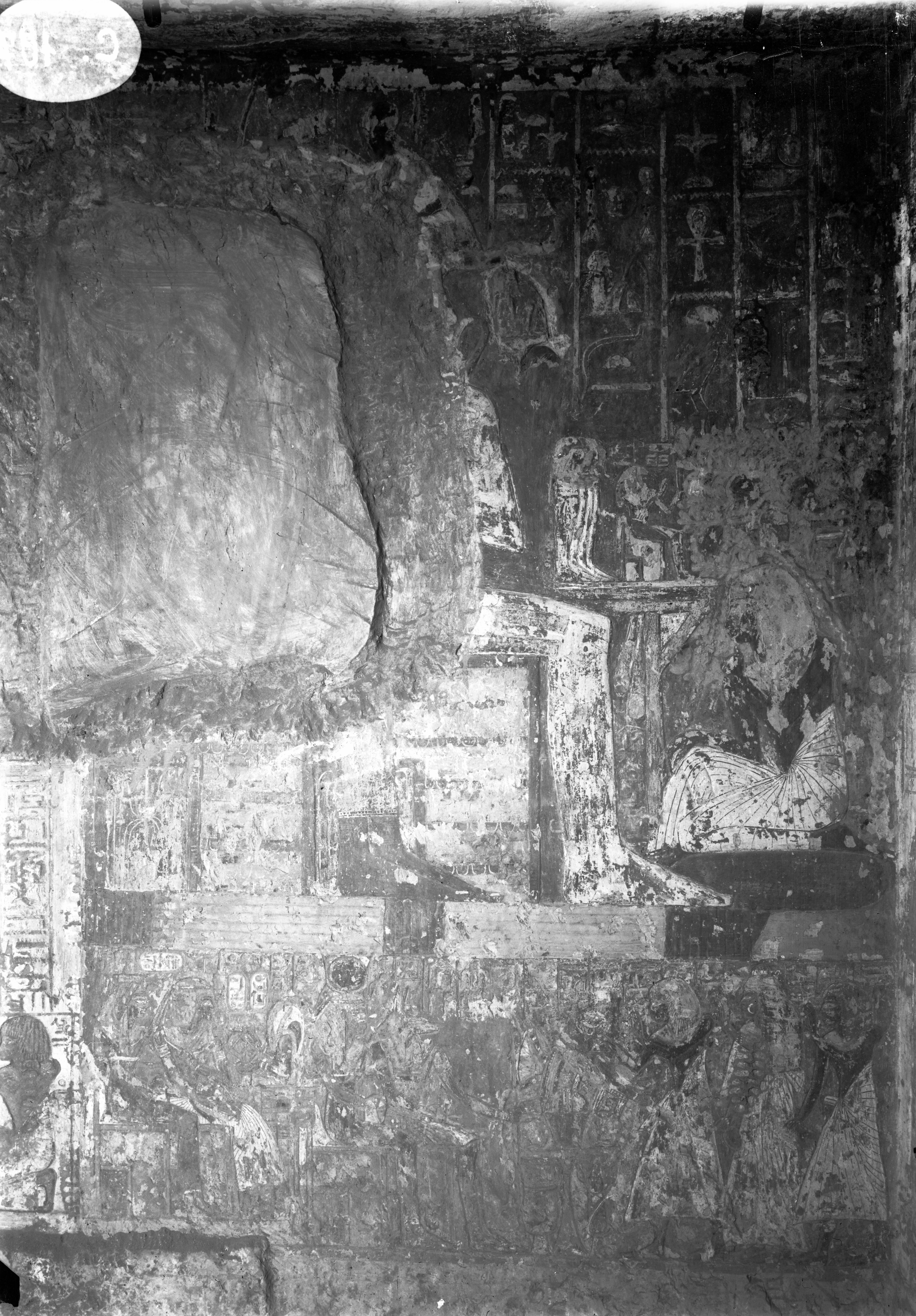
Parete ovest (di fondo), lato nord, di TT 4, la tomba di Qen. Il defunto è in adorazione del dio Osiride.
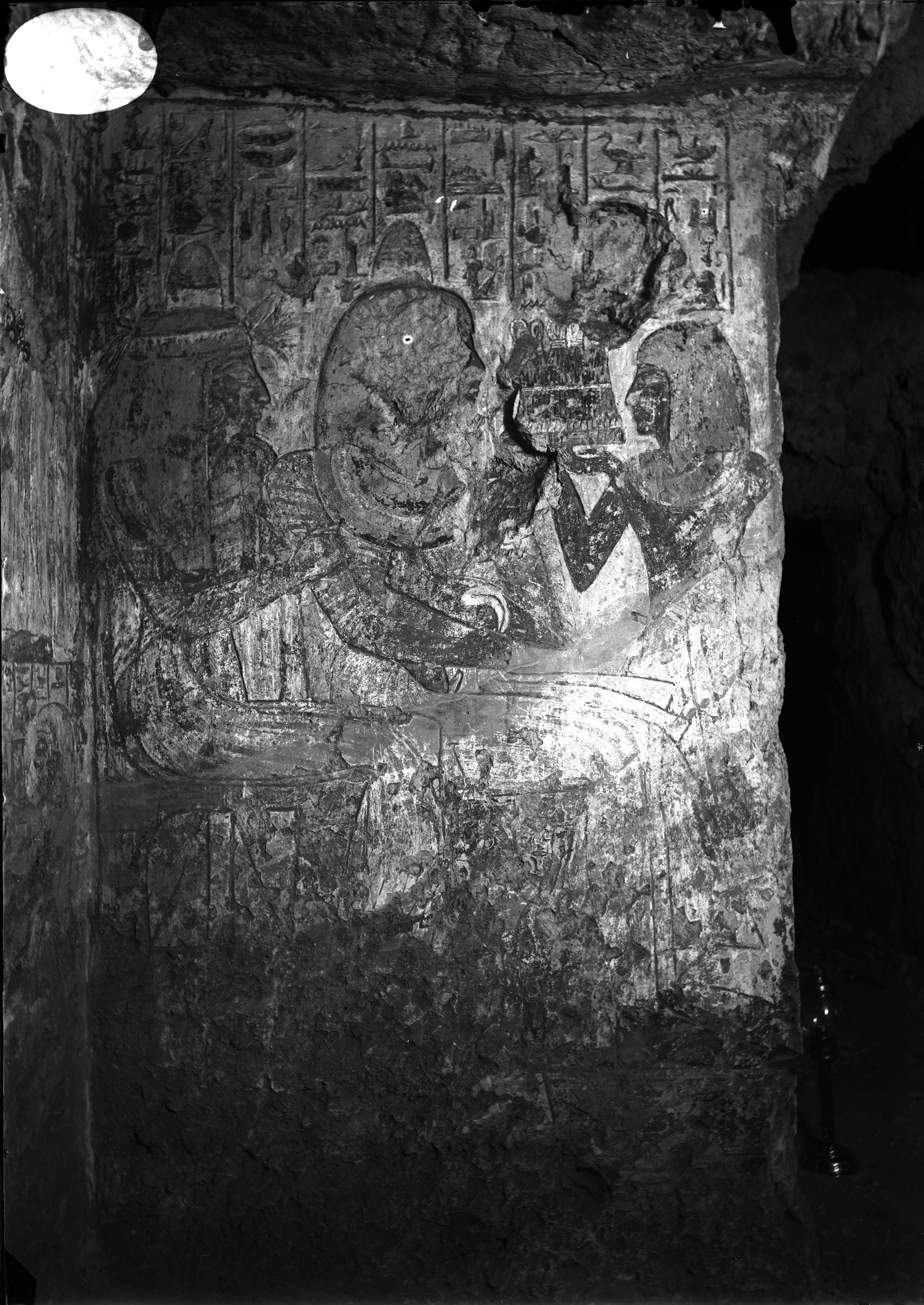
Parete est (d’ingresso), lato nord, della tomba. La coppia di defunti, Qen e la moglie Nefertari, ricevono offerte.
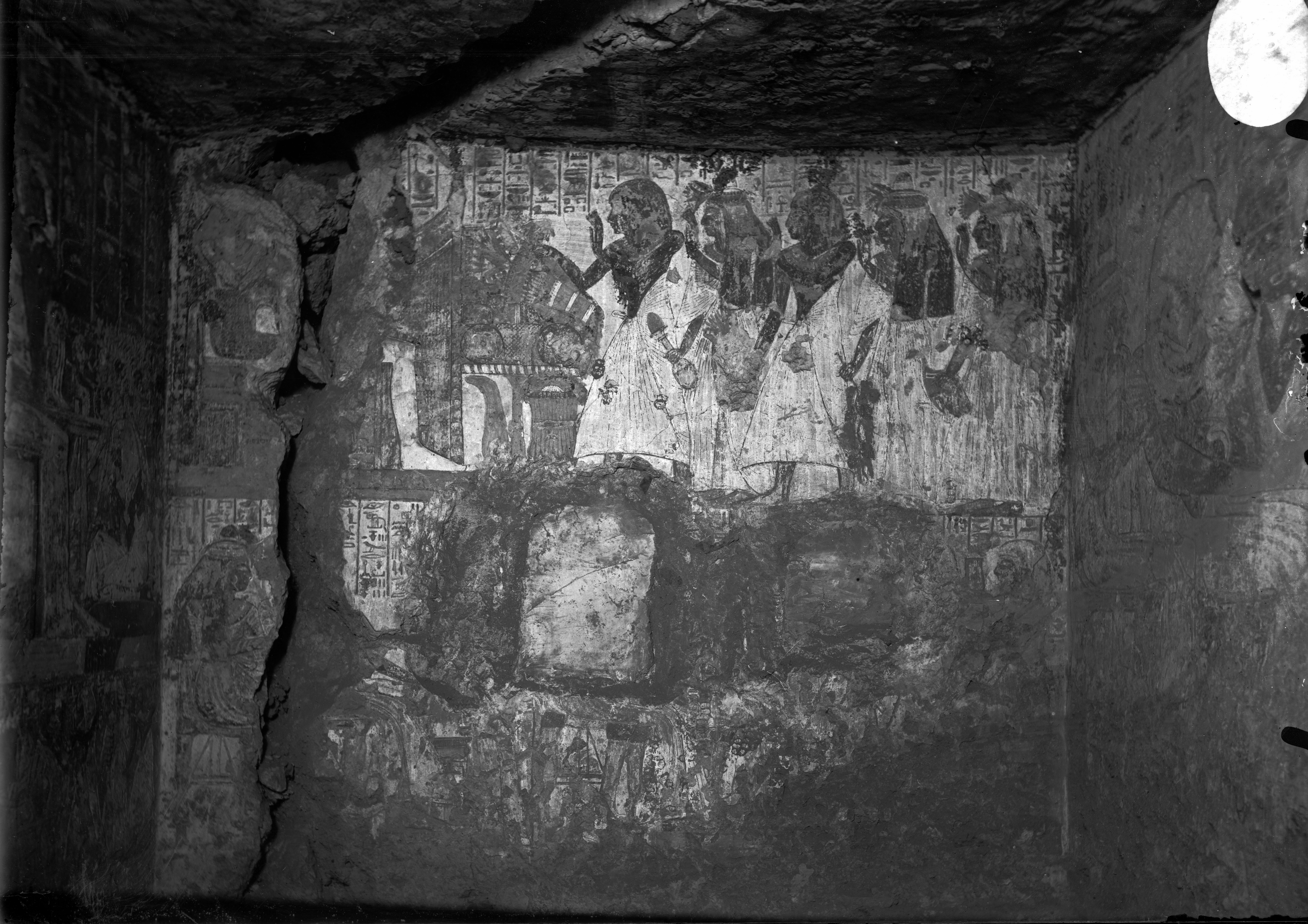
Parete nord. Sono visibili due registri, nel primo il defunto coi famigliari mentre compie delle offerte agli dei Ptah e Maat, il registro inferiore è poco comprensibile, si riconosce comunque il punto dove stava una stele, al centro della parete.
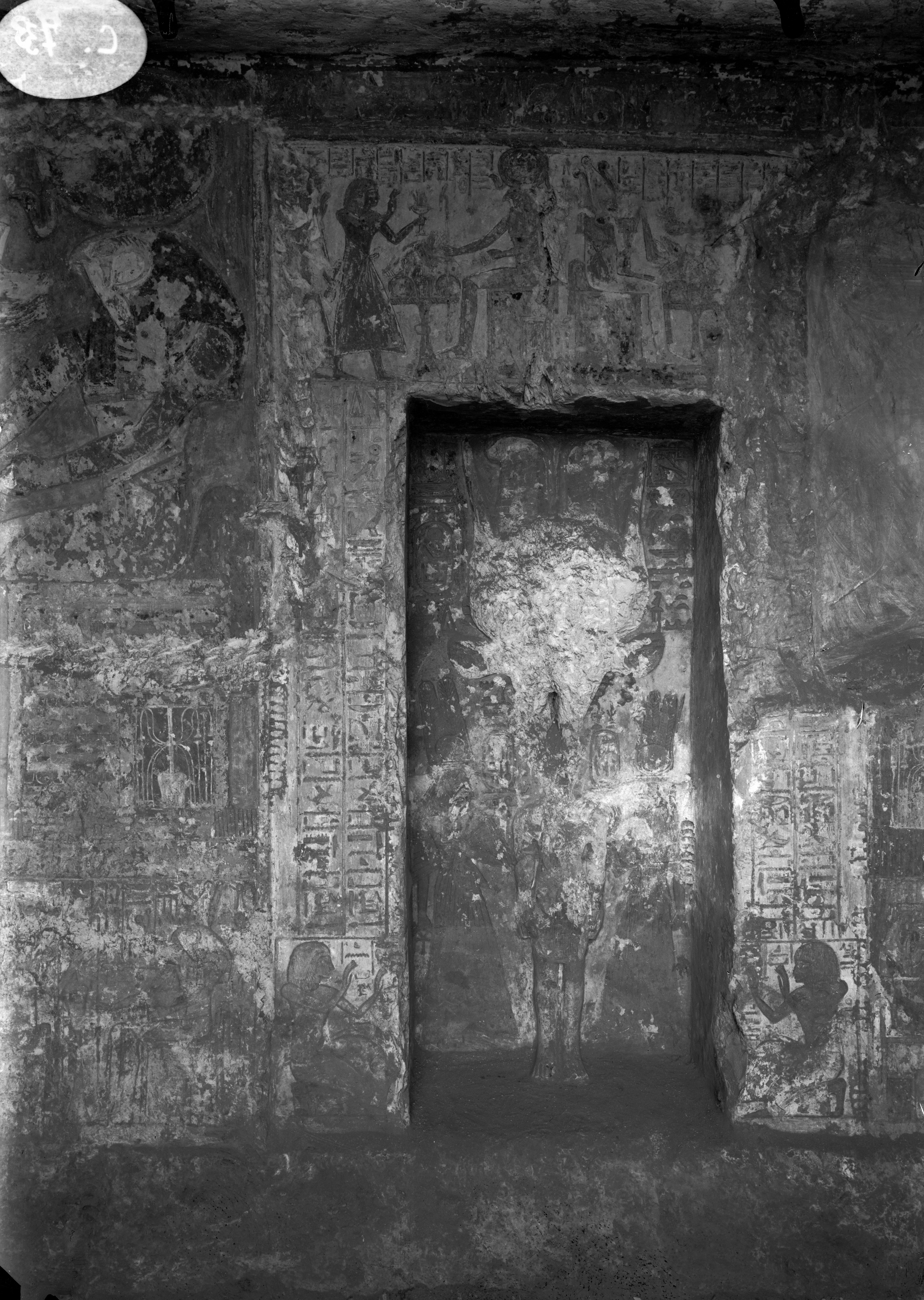
Parete ovest (di fondo). È osservabile la nicchia posta al centro della parete, con una statua all’interno.
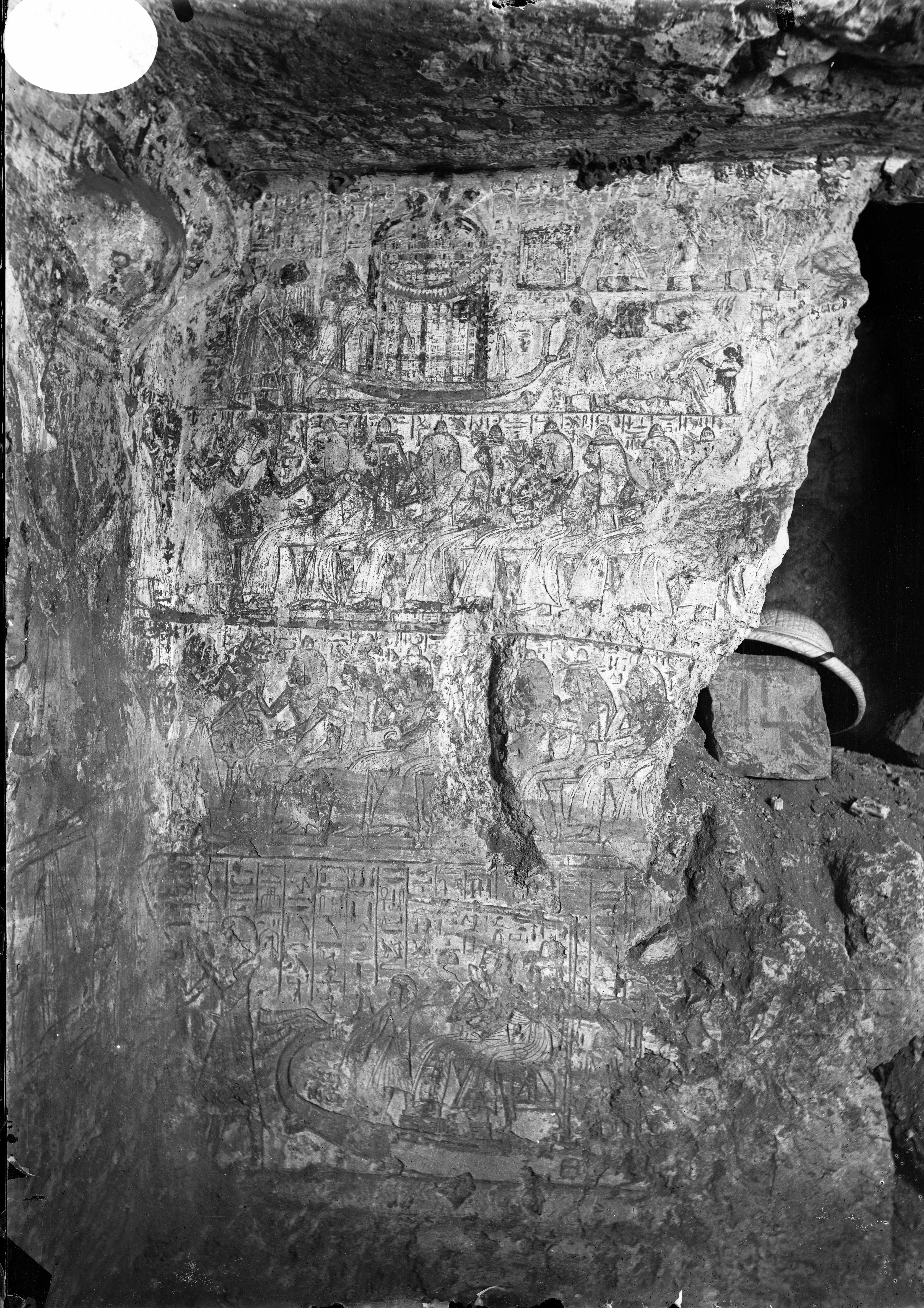
Parete decorata della cappella.

### Annotazioni
1. ↑  La numerazione dei locali e delle pareti segue quella di Porter e Moss 1927, p. 2.
2. ↑  La prima numerazione delle tombe, dalla numero 1 alla 253, risale al 1913 con l'edizione del "Topographical Catalogue of the Private Tombs of Thebes" di Alan Gardiner e Arthur Weigall. Le tombe erano numerate in ordine di scoperta e non geografico; ugualmente in ordine cronologico di scoperta sono le tombe dalla 253 in poi.
3. ↑  I campi della Duat, ovvero l'aldilà egizio, si trovavano, secondo le credenze, proprio sulla riva occidentale del grande fiume.
4. ↑  Nella sua epoca di utilizzo, l'area era nota come "Quella di fronte al suo Signore" (con riferimento alla riva orientale, dove si trovavano le strutture dei Palazzi di residenza dei re e i templi dei principali dei) o, più semplicemente, "Occidente di Tebe".
5. ↑  le Tombe dei Nobili, benché raggruppate in un'unica area, sono di fatto distribuite su più necropoli distinte.
6. ↑  Le note, sovente di inquadramento topografico della tomba, sono tratte dal Topographical Catalogue di Gardiner e Weigall, ed. 1913 e fanno perciò riferimento alla situazione dell'epoca.
7. ↑  Set-Maat = "Luogo della Verità" era uno dei nomi con cui era noto il villaggio operaio di Deir el-Medina. Il villaggio era anche noto come Pa-demi, ovvero, semplicemente, "il villaggio".

### Fonti
1. ↑  Porter e Moss 1927,  p. 11.
2. ↑  Gardiner e Weigall 1913.
3. ↑  Donadoni 1999, , p. 115.
4. ↑  Tosi 2005, , Vol. II, p. 152.
5. ↑  Gardiner e Weigall 1913, pp. 16-17.
6. 1 2  Porter e Moss 1927,  pp. 11-12.
7. 1 2 3 4 5   TT4, tomba di Qen, su archiviofotografico.museoegizio.it. URL consultato l'11 dicembre 2024.